# Chamagne
Chamagne és un municipi francès, situat al departament dels Vosges i a la regió del Gran Est. L'any 2007 tenia 472 habitants.

## Demografia

### Població
El 2007 la població de fet de Chamagne era de 472 persones. Hi havia 172 famílies, de les quals 45 eren unipersonals (20 homes vivint sols i 25 dones vivint soles), 37 parelles sense fills, 78 parelles amb fills i 12 famílies monoparentals amb fills.
La població ha evolucionat segons el següent gràfic:
Habitants censats

### Habitatges
El 2007 hi havia 201 habitatges, 181 eren l'habitatge principal de la família, 18 eren segones residències i 2 estaven desocupats. 188 eren cases i 12 eren apartaments. Dels 181 habitatges principals, 165 estaven ocupats pels seus propietaris, 14 estaven llogats i ocupats pels llogaters i 1 estava cedit a títol gratuït; 2 tenien una cambra, 5 en tenien dues, 18 en tenien tres, 35 en tenien quatre i 120 en tenien cinc o més. 143 habitatges disposaven pel capbaix d'una plaça de pàrquing. A 65 habitatges hi havia un automòbil i a 92 n'hi havia dos o més.

### Piràmide de població
La piràmide de població per edats i sexe el 2009 era:
| Homes | Edats   | Dones |
| ----- | ------- | ----- |
| 0     | 95 o +  | 0     |
| 0     | 90 a 94 | 0     |
| 4     | 85 a 89 | 4     |
| 0     | 80 a 84 | 0     |
| 12    | 75 a 79 | 8     |
| 4     | 70 a 74 | 4     |
| 8     | 65 a 69 | 20    |
| 20    | 60 a 64 | 16    |
| 12    | 55 a 59 | 4     |
| 16    | 50 a 54 | 20    |
| 8     | 45 a 49 | 12    |
| 24    | 40 a 44 | 12    |
| 4     | 35 a 39 | 20    |
| 24    | 30 a 34 | 16    |
| 20    | 25 a 29 | 4     |
| 16    | 20 a 24 | 8     |
| 16    | 15 a 19 | 24    |
| 12    | 10 a 14 | 16    |
| 8     | 5 a 9   | 16    |
| 12    | 0 a 4   | 8     |

## Economia
El 2007 la població en edat de treballar era de 300 persones, 230 eren actives i 70 eren inactives. De les 230 persones actives 204 estaven ocupades (114 homes i 90 dones) i 25 estaven aturades (10 homes i 15 dones). De les 70 persones inactives 21 estaven jubilades, 26 estaven estudiant i 23 estaven classificades com a «altres inactius».

### Ingressos
El 2009 a Chamagne hi havia 187 unitats fiscals que integraven 478 persones, la mediana anual d'ingressos fiscals per persona era de 17.835 €.

### Activitats econòmiques
Dels 13 establiments que hi havia el 2007, 6 eren d'empreses de construcció, 1 d'una empresa de comerç i reparació d'automòbils, 2 d'empreses d'hostatgeria i restauració, 2 d'empreses d'informació i comunicació i 2 d'empreses de serveis.
Dels 7 establiments de servei als particulars que hi havia el 2009, 1 era un taller de reparació d'automòbils i de material agrícola, 2 paletes, 1 lampisteria, 1 electricista i 2 restaurants.
L'any 2000 a Chamagne hi havia 9 explotacions agrícoles.

## Equipaments sanitaris i escolars
El 2009 hi havia una escola maternal.

## Poblacions més properes
El següent diagrama mostra les poblacions més properes.